# لوبين الثالث
لوبين الثالث (ルパン三世 روبان سانسي)، أو لوبين III أو لوبين الـ3، هي سلسلة مانجا للكاتب مونكي بانش.

## روابط خارجية
- لوبين الثالث على موقع ANN anime (الإنجليزية)